# Frontier Airlines
Frontier Airlines is een lagekostenmaatschappij met haar hoofdkwartier in Denver, Colorado, Verenigde Staten. Ze vliegt naar 109 bestemmingen (per 23 mei 2019) in de Verenigde Staten, Costa Rica, Dominicaanse Republiek, Jamaica en Mexico. Hun slogan luidt 'A Whole Different Animal'. Op de staart van de vliegtuigen staat telkens een ander dier afgebeeld. De luchtvaartmaatschappij is in handen van het beursgenoteerde bedrijf Frontier Group Holdings, Inc.. 

## Geschiedenis
Frontier Airlines werd in 1994 opgericht door Frederick W. Brown, een piloot van United Airlines, zijn vrouw Janice en Bob Schulman. De laatste twee hadden gewerkt bij de oorspronkelijke Frontier Airlines (actief tussen 1950 en 1986). Het bedrijf in februari opgericht en ging in mei 1994 naar de effectenbeurs. De eerste lijnvlucht vond plaats op 5 juli 1994. Er werd aanvankelijk met Boeing toestellen gevlogen, maar in 2001 kwam het eerste Airbus-toestel bij de vloot.

## Activiteiten
Frontier Airlines is een lagekostenluchtvaartmaatschappij. De vliegtickets worden tegen een lage prijs aangeboden, maar de passagier moet betalen voor elke extra dienst die het wil afnemen. In 2023 leverde een passagier gemiddeld US$ 119 aan inkomsten op voor de maatschappij, waarvan de ticket 42 dollar en de overige diensten 77 dollar. In 2023 vlogen 30 miljoen mensen met Frontier en dit leverde een omzet op van US$ 3,6 miljard. De verkoop van tickets gaat grotendeels direct, driekwart wordt verkocht via de Frontier website of mobiele app.
Per jaareinde 2023 vloog de maatschappij naar ongeveer 90 luchthavens in de Verenigde Staten en naar een select aantal internationale bestemmingen zoals Mexico.
Brandstof is de belangrijkste kostenpost, ongeveer een derde van alle kosten zijn hieraan gerelateerd. In 2023 telde het 7235 personeelsleden, waarvan 2112 piloten en 3513 stewards.
De aandelen van Frontier Group Holdings, Inc. staan genoteerd op de NASDAQ effectenbeurs, met het ticker symbol ULCC.

### Vloot
Op 3 december 2023 bestond de vloot uit 136 toestellen van de Airbus Airbus A320-familie. Hiervan waren acht van het type A320ceos, 82 A320neos, 21 A321ceos en 25 A321neos. Geen van deze vliegtuigen zijn in eigendom, alle toestellen zijn ingehuurd op basis van operationele leasecontracten.
De vloot van Frontier Airlines bestaat uit vliegtuigen van de fabrikant Airbus.
| Vliegtuig type                   | Huidig     | Huidig     | Huidig | Orders | Vroeger | Gem. leeftijd | Totaal |
| Vliegtuig type                   | In gebruik | Opgeslagen | Totaal | Orders | Vroeger | Gem. leeftijd | Totaal |
| -------------------------------- | ---------- | ---------- | ------ | ------ | ------- | ------------- | ------ |
| Airbus A318                      |            |            |        |        | 11      |               | 11     |
| Airbus A319                      |            | 5          | 5      |        | 48      | 15,2 jaar     | 53     |
| Airbus A320                      | 59         | 15         | 74     |        | 8       | 3,3 jaar      | 82     |
| Airbus A321                      |            | 21         | 21     |        |         | 3,4 jaar      | 21     |
| Boeing 737                       |            |            |        |        | 31      |               | 31     |
| De Havilland Canada DHC-8 Dash 8 |            |            |        |        | 11      |               | 11     |
| Totaal                           | 59         | 41         | 100    | 0      | 109     | 3,9 jaar      | 209    |